# Rhantus calidus
Rhantus calidus är en skalbaggsart som först beskrevs av Fabricius 1792.  Rhantus calidus ingår i släktet Rhantus och familjen dykare. Inga underarter finns listade i Catalogue of Life.